# Pierre Gasly
Pierre Jean-Jacques Gasly (IPA: [pjɛʁ ɡasli]; Rouen, 1996. február 7. –) francia autóversenyző, a 2014-es Formula Renault 3.5 második helyezettje, a 2016-os GP2-szezon bajnoka. 2017-ben a Super Formula sorozatban is a másodikként zárt összetettben. A 2017-es maláj nagydíjon bemutatkozhatott a Formula–1-ben is a Toro Rosso színeiben.  2019-ben a Red Bull Racing versenyzője volt, de gyenge teljesítménye miatt vissza kellett térnie a Toro Rossóhoz. Alexander Albonnal cserélt helyet a belga nagydíj előtt. 2023-tól már a francia Alpine csapatát fogja erősíteni.

## Pályafutása

### Gokart
Gasly 2006-ban a francia bajnokságban a tizenötödik helyen végzett, majd egy év múlva a negyedik helyen zárta a pontversenyt. 2008-ban feljebb lépett a francia kadett bajnokságba,  2009-ben pedig már a nemzetközi sorozatban indult. 2010-ben második lett a FIA Európa-bajnokságában.

### Formula Renault

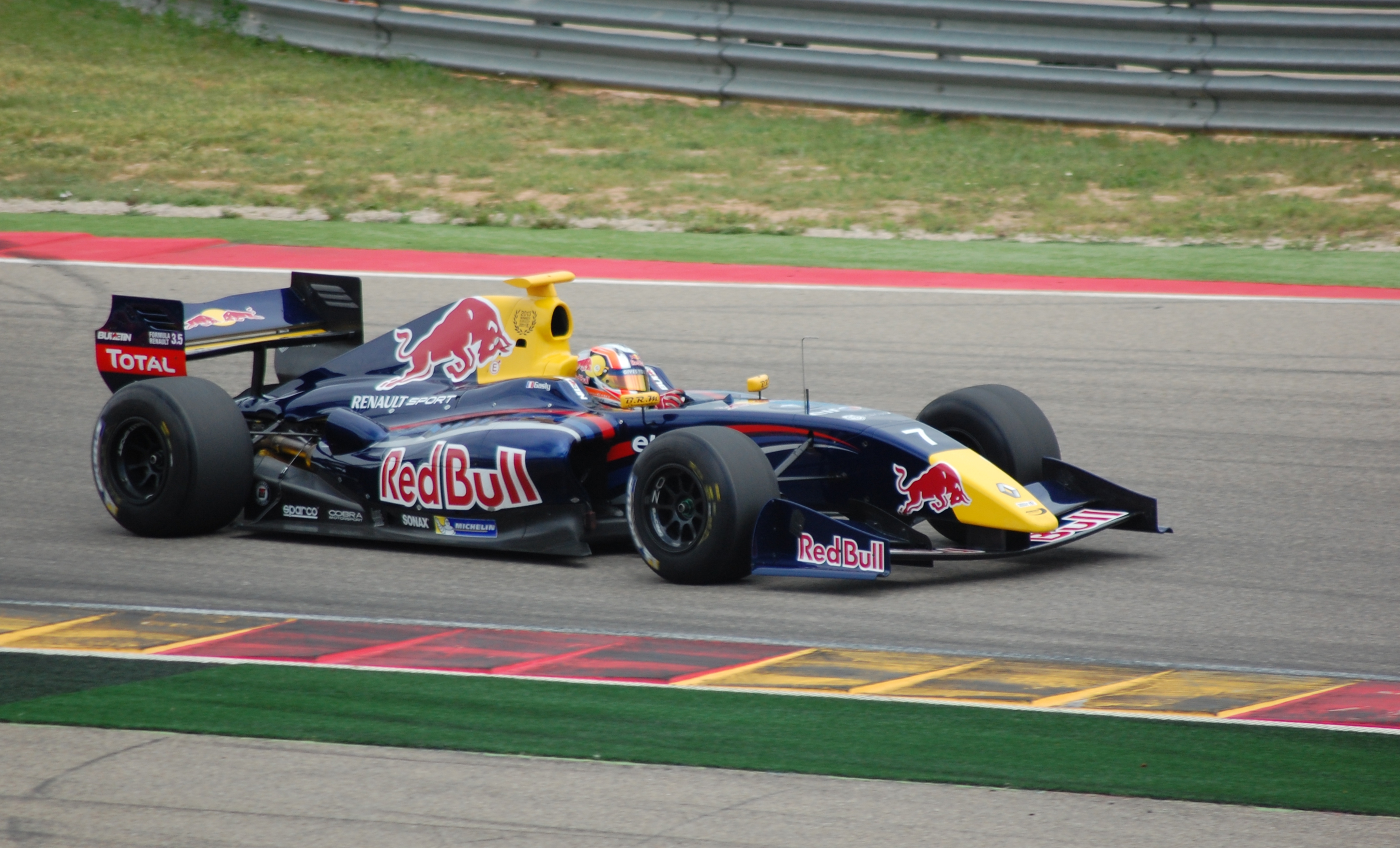
Pierre Gasly a Motorland Aragón versenypályán 2014-ben

2011-ben mutatkozott be az együléses versenykategóriában, ebben az évben a Francia F4 Bajnokság 1,6 literes kategóriájában indult.  Háromszor állhatott fel a dobogóra és az összetettben is a harmadik helyen zárt Matthieu Vaxivière és Andrea Pizzitola mögött.
A következő évben a Formula Renault 2.0 Európa-kupában az R-Ace GP-vel a hatodik helyen zárt és szerzett két dobogós helyezést.  Ugyanebben az évben elindult a Formula Renault 2.0 NEC-ben is, itt egyszer állhatott dobogóra, a Nürburgringen.
2013-ban megnyerte a Formula Renault 2.0 Európa-kupa versenysorozatot a Tech 1 Racing csapatával. 2016-ban bajnoki címet szerzett a GP2-ben is a Prema Racing versenyzőjeként. Az utolsó forduló előtt tizenegy ponttal vezetett Oliver Rowland előtt az összetettben, végül egy harmadik és hatodik helyezéssel megszerezte a bajnoki címet. utóbbi futamon pont Rowlanddel való ütközése után érte el a számára szükséges eredményt.
2014-ben a Red Bull Junior Team program támogatásával a Formula Renault 3.5 Seriesben versenyzett az Arden Motorsport pilótájaként. Carlos Sainz Jr. mögött második lett a bajnokságban.

### GP2
2014-ben az olasz nagydíjon beugróként helyettesítette Tom Dillmannt, aki más versenysorozatban vállalt kötelezettségei miatt nem tudott rajthoz állni. Ezt követően a szezon végi teszten is részt vett a DAMS istálló meghívására. 2015. január 8-án aláírta a francia csapathoz, ahol Alex Lynn csapattársa lett. A 2015-ös szezonban háromszor indulhatott az első rajtkockából és négy dobogós helyezést ért el és 110 pontot gyűjtve nyolcadik lett az összetettben. 2016 januárjában bejelentették, hogy a következő bajnokságban a Prema Powerteam versenyzője lesz Antonio Giovinazzi csapattársaként. Mindeközben 2015. szeptember 30-án a Red Bull állandó tartalék- és tesztpilótájának nevezte ki.
A 2016-os szezont nagyszerűen kezdte, három versenyen állhatott a pódiumra és bár ezt követően négy futamon sem szerzett pontot, megnyerte a Silverstone-ban, a Hungaroringen és a Spa-francorchampsi főversenyt is, így 23 pontot megőrzött az előnyéből összetettbeli riválisa, Giovinazzi előtt. Abu-dzabiban egy kiélezett csatában riválisa fölé kerekedett és megnyerte a bajnoki címet.

### Super Formula és Formula–E

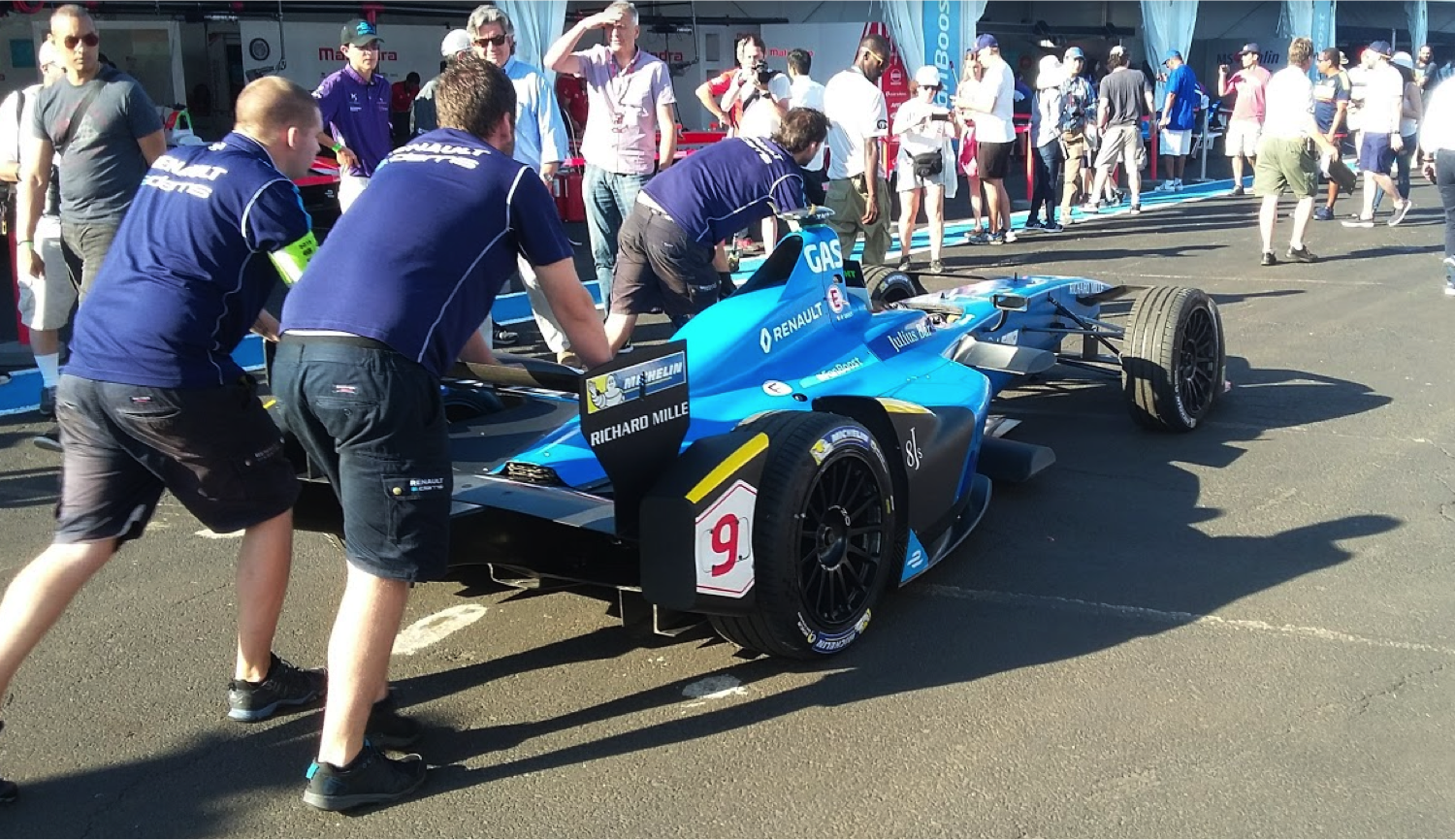
Gasly, a New York-i verseny kvalifikációja előtt.

2017 februárjában bejelentették, hogy a Team Mugen pilótájaként a japán Super Formula sorozatban fog versenyezni az évben. Itt a bajnokság második helyén zárt, mindössze fél ponttal lemaradva a bajnok Isiura Hiroakitól, úgy, hogy az idényzáró futamot tájfunveszély miatt törölték a szervezők. Két futamon rajthoz állt a Formula–E-ben is. Mindkét futamon sikerült pontot szereznie: az első fordulót 7., míg a másodikat a 4. helyen fejezte be.

### Formula–1

#### 2017

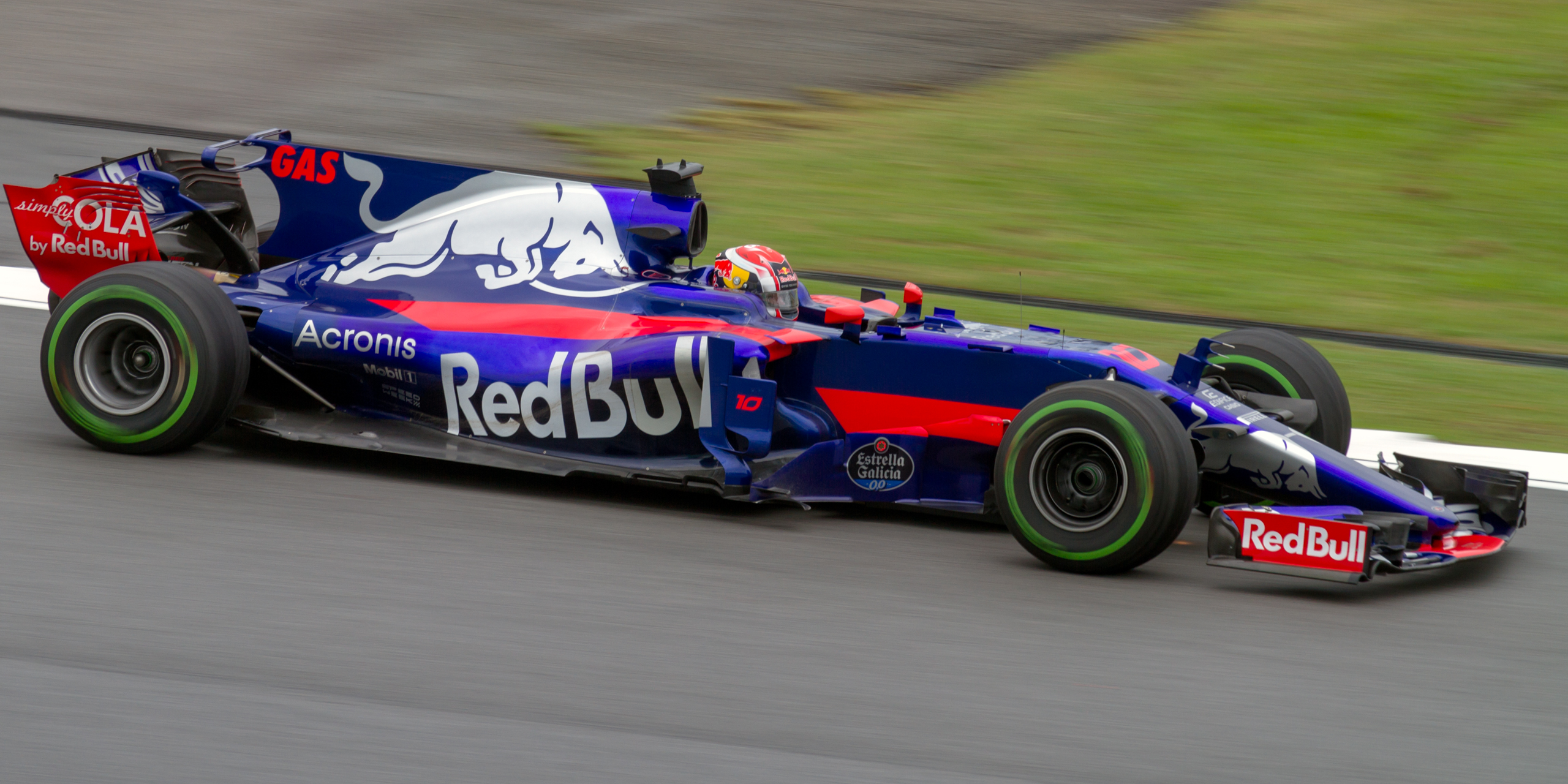
Gasly debütálása a 2017-es maláj nagydíjon

2017 szeptember 26-án a Toro Rosso bejelentette, hogy a maláj nagydíjon lehetőséget kap az orosz Danyiil Kvjat helyén. Az időmérőn csapattársa mögött végzett a 15. helyen, a két Haas előtt. A versenyen a 14. helyen ért célba, az utolsó körökben honfitársát, Romain Grosjeant szorongatta meg akivel a verseny előtt már küzdött. November 16-án hivatalossá vált, hogy 2018-ban is ő vezeti a Toro Rosso egyik autóját. Csapattársa Hartley is szerződést kapott.

#### 2018

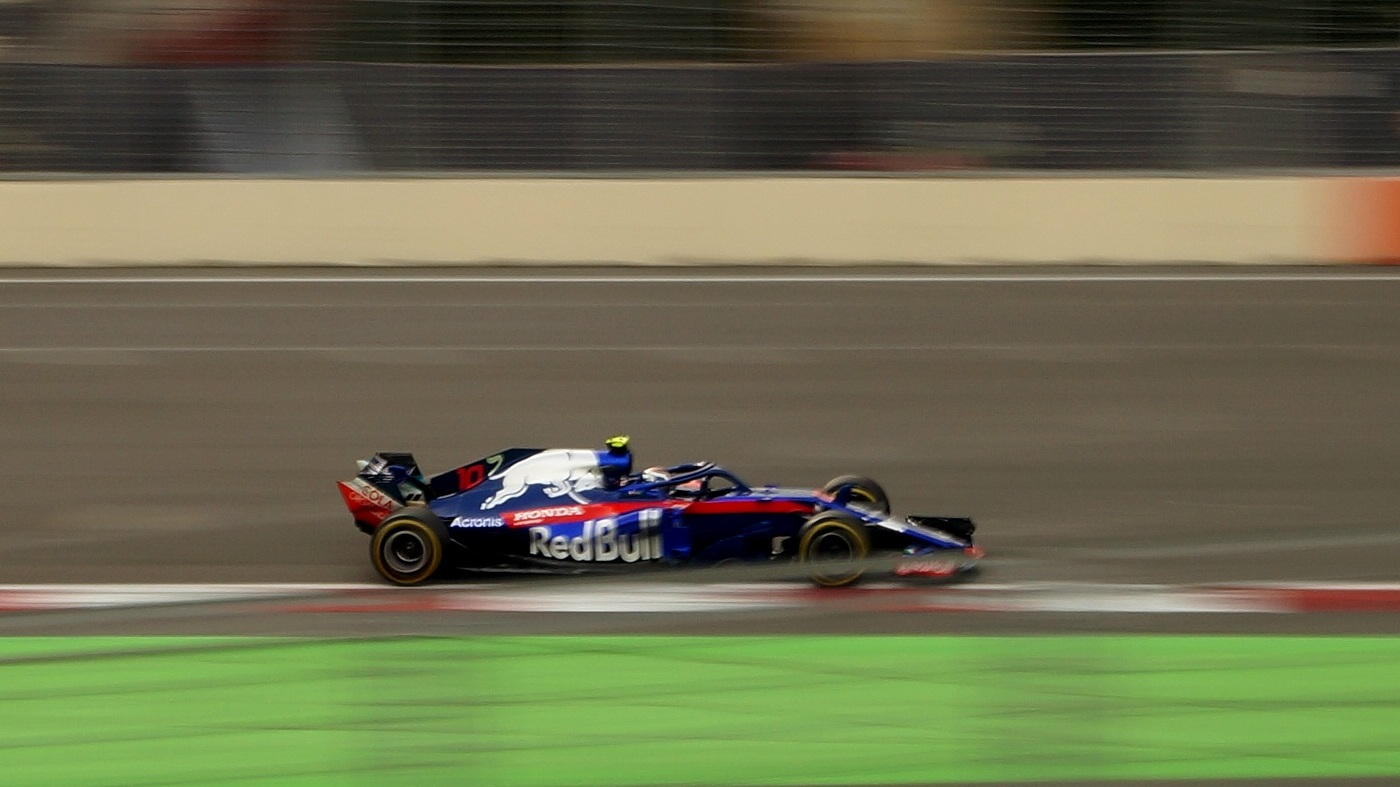
A 2018-as azeri nagydíajon

A bajnokság második versenyén a bahreini futamon bejutott a Q3-ba és a 6. helyen végzett, viszont Lewis Hamilton büntetése után 5. lett. A szezonban legjobb eredményét érte el ugyanis 4. lett a versenyen. Egy héttel később a kínai nagydíjon önhibájából ütközött csapattársával, ennek következtében csak a 18. helyen végzett. A bajnokság ötödik fordulóján az időmérőn ismét összecsaptak, mert Hartley töltőkörét teljesítette Gasly pedig 320-as tempóval majdnem hátulról belerohant és egy hatalmas balesetet úsztak meg. Az idény második felében az orosz gp-n a Toro Rossot műszaki hibák nehezítették és mindkét versenyző egy kör megtétele után feladta a versenyt, továbbá a francia pilóta plexijét megvágta egy éles törmelékdarab. A Honda hazai versenyén japánban, mindketten bejutottak a top10-be, a futamon éppen, hogy csak lemaradt a pontszerzésről mert 11. pozícióban fejte be a nagydíjat. Ezeken kívül még mexikóban végzett a 10. helyen. Összetettben a 15. helyet szerezte meg 29 pontot gyűjtve.

#### 2019
2018 nyarán bejelentették, hogy Daniel Ricciardo távozása után a Gasly veszi át a helyét Red Bullnál 2019-ben. A szezon során elért eddigi legjobb helye egy 4. pozíció volt a brit nagydíjon, azonban csapattársától Max Verstappen-től rendszeresen gyengébben teljesített. Ez vezetett ahhoz, hogy a Red Bull lecserélje őt Alexander Albon-ra aki ebben az év debütált a Toro Rosso-nál. A csere a belga nagydíj előtt történt meg. Visszatérése a Toro Rossohóz eredményesen sikerült, a 9. helyen látta meg a kockás zászlót. A szezon során további négy alkalommal végzett pontszerző pozícióban. Utolsó pontjait a brazil nagydíjon gyűjtötte, amikor is egy kaotikus versenyt követően a második pozícióban intették le, ezzel Formula–1-es pályafutása legelső dobogós helyezést szerezte meg. A szezon során 95 pontot szerzett, ez a pontmennyiség pedig a 7. pozícióhoz volt elég.

#### 2020
2019 októberében bejelentették, hogy Gasly a 2020-as szezonban is a Toro Rosso (immáron AlphaTauri) csapatnál marad. Ebben a szezonban szerezte meg élete első nagydíjgyőzelmét csapata, az Alpha Tauri hazai futamán, az olasz nagydíjon.

## Családja
Apja Jean-Jacques Gasly, anyja Pascale Gasly.

## Eredményei

### Karrier összefoglaló
| Szezon  | Bajnokság                       | Csapat            | Versenyek   | Győzelmek   | Első rajtkocka | Leggyorsabb kör | Dobogós helyezés | Pont        | Helyezés    |
| ------- | ------------------------------- | ----------------- | ----------- | ----------- | -------------- | --------------- | ---------------- | ----------- | ----------- |
| 2011    | Francia Formula–4-es bajnokság  | Autosport Academy | 14          | 4           | 2              | 1               | 7                | 104         | 3.          |
| 2012    | Formula Renault 2.0 Európa-kupa | R-Ace GP          | 14          | 0           | 1              | 0               | 2                | 32          | 10.         |
| 2012    | Formula Renault 2.0 NEC         | R-Ace GP          | 7           | 0           | 0              | 0               | 1                | 78          | 23.         |
| 2013    | Formula Renault 2.0 Európa-kupa | Tech 1 Racing     | 14          | 3           | 4              | 2               | 8                | 195         | 1.          |
| 2013    | Formula Renault 2.0 Alps        | Tech 1 Racing     | 6           | 0           | 0              | 0               | 3                | 72          | 6.          |
| 2013    | Pau Formula Renault 2.0 Trophy  | Tech 1 Racing     | 1           | 0           | 0              | 0               | 0                | N/A         | 7.          |
| 2014    | Formula Renault 3.5             | Arden Motorsport  | 17          | 0           | 1              | 3               | 8                | 192         | 2.          |
| 2014    | GP2                             | Caterham Racing   | 6           | 0           | 0              | 0               | 0                | 0           | 29.         |
| 2015    | Formula–1                       | Red Bull Racing   | Tesztpilóta | Tesztpilóta | Tesztpilóta    | Tesztpilóta     | Tesztpilóta      | Tesztpilóta | Tesztpilóta |
| 2015    | GP2                             | DAMS              | 21          | 0           | 3              | 1               | 4                | 110         | 8.          |
| 2016    | Formula–1                       | Red Bull Racing   | Tesztpilóta | Tesztpilóta | Tesztpilóta    | Tesztpilóta     | Tesztpilóta      | Tesztpilóta | Tesztpilóta |
| 2016    | GP2                             | Prema Racing      | 22          | 4           | 5              | 3               | 9                | 219         | 1.          |
| 2016–17 | Formula–E                       | Renault e.dams    | 2           | 0           | 0              | 0               | 0                | 18          | 16.         |
| 2017    | Formula–1                       | Toro Rosso        | 5           | 0           | 0              | 0               | 0                | 0           | 21.         |
| 2017    | Super Formula                   | Team Mugen        | 7           | 2           | 0              | 0               | 3                | 33          | 2.          |
| 2018    | Formula–1                       | Toro Rosso        | 21          | 0           | 0              | 0               | 0                | 29          | 15.         |
| 2019    | Formula–1                       | Red Bull Racing   | 12          | 0           | 0              | 2               | 0                | 95          | 7.          |
| 2019    | Formula–1                       | Toro Rosso        | 9           | 0           | 0              | 0               | 1                | 95          | 7.          |
| 2020    | Formula–1                       | AlphaTauri        | 17          | 1           | 0              | 0               | 1                | 75          | 10.         |
| 2021    | Formula–1                       | AlphaTauri        | 22          | 0           | 0              | 1               | 1                | 110         | 9.          |
| 2022    | Formula–1                       | AlphaTauri        | 22          | 0           | 0              | 0               | 0                | 23          | 14.         |
| 2023    | Formula–1                       | Alpine            | 22          | 0           | 0              | 0               | 1                | 62          | 11.         |
| 2024    | Formula–1                       | Alpine            | 24          | 0           | 0              | 0               | 1                | 42          | 10.         |
| 2025    | Formula–1                       | Alpine            | 14          | 0           | 0              | 0               | 0                | 20*         | 14.*        |

* A szezon jelenleg is zajlik.

### Teljes Formula Renault 3.5 Series eredménylistája
(Táblázat értelmezése)

(Félkövér: pole-pozícióból indult; dőlt: leggyorsabb kört futott) 

| Év   | Csapat           | 1       | 2       | 3       | 4     | 5       | 6       | 7       | 8        | 9     | 10       | 11      | 12      | 13      | 14      | 15    | 16      | 17      | Helyezés | Pont |
| ---- | ---------------- | ------- | ------- | ------- | ----- | ------- | ------- | ------- | -------- | ----- | -------- | ------- | ------- | ------- | ------- | ----- | ------- | ------- | -------- | ---- |
| 2014 | Arden Motorsport | ITA 1 3 | ITA 2 5 | ESP 1 9 | ESP 2 | MON 1 7 | BEL 1 2 | BEL 2 4 | RUS 1 18 | RUS 2 | GER 1 20 | GER 2 8 | HUN 1 2 | HUN 2 3 | FRA 1 2 | FRA 2 | JER 1 6 | JER 2 4 | 2.       | 192  |

### Teljes GP2-es eredménysorozata
(Táblázat értelmezése)

(Félkövér: pole-pozícióból indult; dőlt: leggyorsabb kört futott) 

| Év   | Csapat          | 1           | 2           | 3          | 4          | 5          | 6          | 7          | 8         | 9         | 10        | 11        | 12        | 13          | 14         | 15         | 16         | 17         | 18         | 19         | 20         | 21         | 22         | Helyezés | Pont |
| ---- | --------------- | ----------- | ----------- | ---------- | ---------- | ---------- | ---------- | ---------- | --------- | --------- | --------- | --------- | --------- | ----------- | ---------- | ---------- | ---------- | ---------- | ---------- | ---------- | ---------- | ---------- | ---------- | -------- | ---- |
| 2014 | Caterham Racing | BHR FEA     | BHR SPR     | ESP FEA    | ESP SPR    | MON FEA    | MON SPR    | AUT FEA    | AUT SPR   | GBR FEA   | GBR SPR   | GER FEA   | GER SPR   | HUN FEA     | HUN SPR    | BEL FEA    | BEL SPR    | ITA FEA 17 | ITA SPR Ki | RUS FEA 11 | RUS SPR 11 | UAE FEA 21 | UAE SPR 18 | 29.      | 0    |
| 2015 | DAMS            | BHR1 FEA Ki | BHR1 SPR 22 | ESP FEA 7  | ESP SPR 3  | MON FEA 14 | MON SPR 10 | AUT FEA 13 | AUT SPR 6 | GBR FEA 4 | GBR SPR 3 | HUN FEA 2 | HUN SPR 8 | BEL FEA 19  | BEL SPR Ki | ITA FEA Ki | ITA SPR 12 | RUS FEA 2  | RUS SPR 5  | BHR2 FEA 6 | BHR2 SPR 7 | UAE FEA 5  | UAE SPR T  | 8.       | 110  |
| 2016 | Prema Racing    | ESP FEA 3   | ESP SPR 2   | MON FEA 15 | MON SPR 13 | EUR FEA Ki | EUR SPR 2  | AUT FEA Ki | AUT SPR 7 | GBR FEA 1 | GBR SPR 7 | HUN FEA 1 | HUN SPR 7 | GER FEA Kiz | GER SPR 6  | BEL FEA 1  | BEL SPR 1  | ITA FEA 4  | ITA SPR 2  | MAL FEA 11 | MAL SPR 3  | UAE FEA 1  | UAE SPR 9  | 1.       | 219  |

### Teljes Formula–E eredménylistája
| Év      | Csapat         | 1   | 2   | 3   | 4   | 5   | 6   | 7   | 8   | 9     | 10    | 11  | 12  | Helyezés | Pont |
| ------- | -------------- | --- | --- | --- | --- | --- | --- | --- | --- | ----- | ----- | --- | --- | -------- | ---- |
| 2016–17 | Renault e.dams | HKG | MAR | BUE | MEX | MON | PAR | BER | BER | NYC 7 | NYC 4 | MNT | MNT | 16.      | 18   |

### Teljes Super Formula eredménylistája
(Táblázat értelmezése)

(Félkövér: pole-pozícióból indult; dőlt: leggyorsabb kört futott) 

| Év   | Csapat     | 1      | 2      | 3     | 4     | 5     | 6     | 7     | 8     | 9     | Helyezés | Pont |
| ---- | ---------- | ------ | ------ | ----- | ----- | ----- | ----- | ----- | ----- | ----- | -------- | ---- |
| 2017 | Team Mugen | SUZ 10 | OKA 19 | OKA 7 | FUJ 5 | MOT 1 | AUT 1 | SUG 2 | SUZ T | SUZ T | 2.       | 33   |

### Teljes Formula–1-es eredménysorozata
(Táblázat értelmezése)

(Félkövér: pole-pozícióból indult; dőlt: leggyorsabb kört futott) 

| Év   | Csapat     | 1       | 2       | 3       | 4      | 5      | 6      | 7      | 8      | 9      | 10      | 11      | 12     | 13     | 14     | 15     | 16     | 17     | 18     | 19      | 20     | 21     | 22     | 23    | 24    | Helyezés | Pont |
| ---- | ---------- | ------- | ------- | ------- | ------ | ------ | ------ | ------ | ------ | ------ | ------- | ------- | ------ | ------ | ------ | ------ | ------ | ------ | ------ | ------- | ------ | ------ | ------ | ----- | ----- | -------- | ---- |
| 2017 | Toro Rosso | AUS     | CHN     | BHR     | RUS    | ESP    | MON    | CAN    | AZE    | AUT    | GBR     | HUN     | BEL    | ITA    | SIN    | MAL 14 | JPN 13 | USA    | MEX 13 | BRA 12  | UAE 16 |        |        |       |       | 21.      | 0    |
| 2018 | Toro Rosso | AUS Ki  | BHR 4   | CHN 18  | AZE 12 | ESP Ki | MON 7  | CAN 11 | FRA Ki | AUT 11 | GBR 13  | GER 14  | HUN 6  | BEL 9  | ITA 14 | SIN 13 | RUS Ki | JPN 11 | USA 12 | MEX 10  | BRA 13 | UAE Ki |        |       |       | 15.      | 29   |
| 2019 | Red Bull   | AUS 11  | BHR 8   | CHN 6   | AZE Ki | ESP 6  | MON 5  | CAN 8  | FRA 10 | AUT 7  | GBR 4   | GER 14† | HUN 6  |        |        |        |        |        |        |         |        |        |        |       |       | 7.       | 95   |
| 2019 | Toro Rosso |         |         |         |        |        |        |        |        |        |         |         |        | BEL 9  | ITA 11 | SIN 8  | RUS 14 | JPN 7  | MEX 9  | USA 16† | BRA 2  | UAE 18 |        |       |       | 7.       | 95   |
| 2020 | AlphaTauri | AUT 7   | STY 15  | HUN Ki  | GBR 7  | 70 11  | ESP 9  | BEL 8  | ITA 1  | TOS Ki | RUS 9   | EIF 6   | POR 5  | EMI Ki | TUR 13 | BHR 6  | SAK 11 | UAE 8  |        |         |        |        |        |       |       | 10.      | 75   |
| 2021 | AlphaTauri | BHR 17† | EMI 7   | POR 10  | ESP 10 | MON 6  | AZE 3  | FRA 7  | STY Ki | AUT 9  | GBR 11  | HUN 5   | BEL 6‡ | NED 4  | ITA Ki | RUS 13 | TUR 6  | USA Ki | MEX 4  | BRA 7   | QAT 11 | SAU 6  | UAE 5  |       |       | 9.       | 110  |
| 2022 | AlphaTauri | BHR Ki  | SAU 8   | AUS 9   | EMI 12 | MIA Ki | ESP 13 | MON 11 | AZE 5  | CAN 14 | GBR Ki  | AUT 15  | FRA 12 | HUN 12 | BEL 9  | NED 11 | ITA 8  | SIN 10 | JPN 18 | USA 14  | MEX 11 | BRA 14 | UAE 14 |       |       | 14.      | 23   |
| 2023 | Alpine     | BHR 9   | SAU 9   | AUS 13† | AZE 14 | MIA 8  | MON 7  | ESP 10 | CAN 12 | AUT 10 | GBR 18† | HUN Ki  | BEL 11 | NED 3  | ITA 15 | SIN 6  | JPN 10 | QAT 12 | USA 6  | MEX 11  | BRA 7  | LVS 11 | UAE 13 |       |       | 11.      | 62   |
| 2024 | Alpine     | BHR 18  | SAU Ki  | AUS 13  | JPN 16 | CHN 13 | MIA 12 | EMI 16 | MON 10 | CAN 9  | ESP 9   | AUT 10  | GBR Ni | HUN Ki | BEL 13 | NED 9  | ITA 15 | AZE 12 | SIN 17 | USA 12  | MEX 10 | BRA 3  | LVS Ki | QAT 5 | UAE 7 | 10.      | 42   |
| 2025 | Alpine     | AUS 11  | CHN Kiz | JPN 13  | BHR 7  | SAU Ki | MIA 13 | EMI 13 | MON Ki | ESP 8  | CAN 15  | AUT 13  | GBR 6  | BEL 10 | HUN    | NED    | ITA    | AZE    | SIN    | USA     | MEX    | BRA    | LVS    | QAT   | UAE   | 12.*     | 20*  |

* A szezon jelenleg is zajlik.
† A versenyt nem fejezte be, de helyezését értékelték, mert a versenytáv több, mint 90%-át teljesítette.
‡ A versenyt félbeszakították, és mivel nem teljesítették a táv 75%-át, így a szerezhető pontoknak csak a felét kapta meg.